# 公保扎西
公保扎西（藏語：མགོན་པོ་བཀྲ་ཤིས་，威利转写：mgon po bkra shis；1962年10月—），青海化隆人。男，藏族，中国政治人物，现任青海省政协主席。

## 生平
1978年7月参加工作，1983年7月加入中国共产党。青海省湟源畜牧学校（今青海畜牧兽医职业技术学院）畜牧兽医专业毕业，湖南大学国际商学院工商管理专业研究生学历，工商管理硕士。中共第十八届中央候补委员，第十二届全国政协委员。
历任青海省畜牧兽医科学研究院技术员；中央民族学院人事处干事、院党办秘书；中共中央组织部干部调配局调配处副主任科员、正科级干事；中共中央组织部办公厅正科级秘书、副处级秘书、正处级秘书；中共西藏自治区日喀则地委副书记；那曲地委副书记、那曲地区行署常务副专员；那曲地委书记、地区人大工委主任；拉萨市委书记；自治区党委统战部部长等职。2006年10月，任中共西藏自治区党委常委、党委秘书长、区直机关工委书记。2011年11月，改兼西藏自治区政协副主席、党组书记、自治区党委统战部部长。2016年11月，不再担任中共西藏自治区党委常委、统战部部长、西藏自治区政协党组书记。
2016年12月，辞去西藏自治区政协副主席职务，任中共青海省委常委、统战部部长。2018年1月，当选第十三届全国政协委员。
2022年1月24日，当选为青海省政协主席。